# Burmannia kalbreyeri
Burmannia kalbreyeri är en enhjärtbladig växtart som beskrevs av Daniel Oliver. Burmannia kalbreyeri ingår i släktet Burmannia och familjen Burmanniaceae. Inga underarter finns listade i Catalogue of Life.